# Cum occasione
Cum occasione é uma constituição apostólica na forma de uma bula papal promulgada pelo Papa Inocêncio X em 1653 que condenou cinco proposições que supostamente foram encontradas no Augustinus de Cornelius Jansen como heréticas.

Brasão de Armas do Papa Inocêncio X.

Os cinco erros de Jansen sobre a Graça condenados em Cum occasione são:
1. “Alguns dos mandamentos de Deus são impossíveis para os homens justos que desejam e se esforçam para cumpri-los, considerando os poderes que eles realmente possuem; também lhes falta a graça pela qual esses preceitos podem tornar-se possíveis”.[2][a]
2. “No estado de natureza decaída, ninguém resiste à graça interior.”[2][3]
3. “Para merecer ou desmerecer, no estado de natureza decaída, devemos estar livres de todas as restrições externas, mas não da necessidade interior.”[4][b]
4. "Os semipelagianos admitiram a necessidade da graça preventiva interior para todos os atos,[c] mesmo para o início da fé; mas caíram na heresia ao fingir que esta graça é tal que o homem pode segui-la ou resistir-lhe."[4][d]
5. “É semipelagiano dizer que Cristo morreu ou derramou o Seu sangue por todos os homens.”[4][e]

Bernard Otten explicou, em Um manual de história dos dogmas, que as primeiras quatro destas proposições são absolutamente condenadas como heréticas; enquanto a quinta é condenada como herética quando tomada no sentido de que Cristo morreu apenas pelos predestinados.